# Leuk Daek
Leuk Daek (tiếng Khmer: ស្រុកលើកដែក) là một huyện (srok) biên giới của tỉnh Kandal, Campuchia. Huyện được chia thành 7 xã (khum) và 24 làng (phum).
Các xã của huyện Leuk Daek, gồm:
- Kampong Phnum: Kbal Chrouy, Kampong Pou, Ampil Tuek, Kaoh Chamraeun
- K'am Samnar: K'am Samnar Kraom, K'am Samnar Leu, Reang Chuor
- Khpob Ateav: Boeng Kandal, Boeng Kraom, Boeng Leu
- Peam Reang: Peam Reang Kraom, Peam Reang Leu, Thmei
- Preaek Dach: Kaoh Kantheay, Preaek Dach, Preaek Touch, Ta Hing
- Preaek Tonloab: Kampong Chamlang, Preaek Bak, Preaek Touch, Spean Daek
- Sandar: Chong Kaoh, Dang Kdaong, Kandal